# Kenhorst
Kenhorst es un borough ubicado en el condado de Berks en el estado estadounidense de Pensilvania. En el año 2000 tenía una población de 2,679 habitantes y una densidad poblacional de 1,757.5 personas por km².

## Geografía
Kenhorst se encuentra ubicado en las coordenadas 40°18′29″N 75°56′39″O / 40.30806, -75.94417.

## Demografía
Según la Oficina del Censo en 2000 los ingresos medios por hogar en la localidad eran de $40,452 y los ingresos medios por familia eran $44,762. Los hombres tenían unos ingresos medios de $37,243 frente a los $27,162 para las mujeres. La renta per cápita para la localidad era de $21,379. Alrededor del 7.9% de la población estaba por debajo del umbral de pobreza.